# Верхні Панклеї
Ве́рхні Панкле́ї (рос. Верхние Панклеи, чув. Тури Панкли) — присілок у Чувашії Російської Федерації, у складі Юськасинського сільського поселення Моргауського району.
Населення — 269 осіб (2010; 299 в 2002, 374 в 1979; 317 в 1939, 332 в 1926, 261 в 1906, 371 в 1859). Національний склад — чуваші, росіяни.

## Історія
Історичні назви — Пантлей Перший, Пантлей, Верхній Пантіклей, Верхній Панклей (1920–1935), Сорим-Панклеї Верхні. Утворився як виселок села Преображенське (Чуваська Сорма). До 1866 року селяни мали статус державних, займались землеробством, рибальством, виробництвом одягу та взуття. На початку 20 століття діяло 3 водяні млини. 1930 року створено колгосп «Верхній Панклей». До 1927 року присілок перебував у складі Шуматівської, Селоустьїнської та Чувасько-Сорминської волостей Ядрінського повіту. 1927 року присілок переданий до складу Аліковського району, 1944 року — до складу Моргауського, 1959 року — повернутий до складу Аліковського, 1962 року — до складу Чебоксарського, 1964 року — повернутий до складу Моргауського району.

## Господарство
У присілку діє магазин.